# 山姆·萊文
山姆·萊文（英語：Samuel Franklin "Samm" Levine，1982年3月12日—）是美國的一位演員和喜劇演員，他最著名的作品包括NBC電視劇怪胎和書呆中的Neal Schweiber角色，以及2009年電影惡棍特工。